# Brianhuntleya intrusa
Brianhuntleya intrusa là một loài thực vật có hoa trong họ Phiên hạnh. Loài này được (Kensit) Chess., S.A.Hammer & I.Oliv. mô tả khoa học đầu tiên năm 2003.